# Bosanci
Bosanci je etnik za stanovnike Bosne, pokrajine u sastavu Bosne i Hercegovine, neovisno o njihovoj narodnosti ili povijesnom razdoblju u kojemu su živjeli.
Bošnjaci ga ponekad koriste kao istoznačnicu za svoj etnik, što jezikoslovno nije opravdano jer su značenja pojmova različita.